# Glatki kitovi
Glatki kitovi (lat. Balaenidae) ili, kako ih neki još zovu, pravi kitovi su jedna od porodica kitova usana. Ime su dobili jer na grlu i početku prsiju nemaju nabore, odnosno brazde kao što ih imaju brazdeni kitovi. U ovu porodicu se svrstavaju četiri vrste koje sve spadaju u skupinu velikih kitova.
Obilježavajuće za ovu porodicu je da svi imaju vrlo velike glave koje čine gotovo jednu trećinu ukupne dužine životinje. Donja čeljust im je na neobičan način isturena prema naprijed, tako da kad životinja ima zatvorena usta, donja čeljust mu je isturena preko gornje. Nemaju leđnu peraju. Oko 700 usi je dugo i savitljivo, kod zatvorenih ustiju, one se savijaju prema natrag i nalaze mjesto u usnoj šupljini. Anatomska osobitost im je sraštenost sedam vratnih kralježaka tako da čine jednu kost. 
Dok raniji izvori u ovu porodicu ubrajaju samo tri ili čak dvije vrste, danas se smatra da su to četiri vrste, a prema nekim mišljenjima i pet. Nejasnoće dolaze otuda što neki autori smatraju da je patuljasti glatki kit vrsta ove porodice, a drugi autori ga smatraju samostalnom porodicom. Osim toga, tri vrste iz roda Eubalaena su se ranije smatrale jednom ili, eventualno dijelile na dvije vrste. U modernoj sistematici se smatra da ova porodica ima sljedeće vrste:
- rod Balaena

- Balaena mysticetus, Grenlandski glatki kit

- rod Eubalaena

- Eubalaena glacialis, Crni glatki kit
- Eubalaena japonica, ponekad i Eubalaena sieboldi, Pacifički glatki kit
- Eubalaena australis, Južni glatki kit

Glatki kitovi su bili prvi veliki kitovi koji su bili masovno izlovljavani. Zbog njihove male brzine, jer im je tijelo nakon uginuća plivalo na površini vode kao i radi velike količine ulja i usi bili su omiljena meta komercijalnog kitolova. Kao posljedica tog nesmiljenog lova došlo je do sloma čitavih populacija koje se i nakon prestanka kitolova još uvijek tek polagano oporavljaju.

## Vanjske poveznice
|  | Zajednički poslužitelj ima još gradiva o temi Balaenidae |
|  | Wikivrste imaju podatke o taksonu Balaenidae             |